# Умершие в августе 1945 года
Это список известных людей, соответствующих установленным критериям значимости (см. Википедия:Критерии значимости персоналий), умерших в августе 1945 года.
Причина смерти указывается лишь в исключительных случаях (убийство, самоубийство, гибель в результате военных действий, смертная казнь, ДТП или несчастные случаи). В остальных случаях — не указывается.

## 2 августа
- Николай Дмитриев (27) — командир эскадрильи 5-го ГИАП, 207-й истребительной авиационной дивизии 3-го смешанного авиационного корпуса 17-й воздушной армии Юго-Западного фронта, гвардии капитан, Герой Советского Союза.

## 4 августа
- Калугин, Константин Сергеевич  — генерал-майор Рабоче-крестьянской Красной Армии.
- Фелдманис, Эрик (61) — латвийский юрист, государственный деятель, политик и дипломат.

## 5 августа
- Сергей Давыдов (37) — Герой Советского Союза.
- Георгий Тучин (30) — Герой Советского Союза.

## 6 августа
- Мэй Вейл (82) — австралийская художница.

## 8 августа
- Николай Куликов (34) — Герой Советского Союза.
- Яков Протазанов (64) — русский советский режиссёр немого кино.
- Алексей Фаворский (85) — советский химик-органик, академик АН СССР.

## 9 августа
- Николай Голубков (20) — Герой Советского Союза.
- Георгий Попов — Герой Советского Союза.

## 10 августа
- Василий Колесник — Герой Советского Союза.
- Михаил Янко (22) — Герой Советского Союза.

## 11 августа
- Михаил Гнилякевич (58) — советский государственный и партийный деятель, секретарь ЦИК Белорусской ССР (1931-1933).
- Леонтий Кравченко — участник Советско-японской войны, пулемётчик 105-го отдельного пулемётно-артиллерийского батальона 105-го укреплённого района 35-й армии 1-го Дальневосточного фронта, красноармеец. Закрыл своим телом амбразуру пулемёта.
- Николай Ласкунов — Герой Советского Союза.
- Александр Фирсов (20) — Герой Советского Союза.

## 12 августа
- Павел Игнатьев (75) — российский государственный деятель, министр народного просвещения.
- Степан Козлов — Герой Советского Союза.
- Никифор Тарапата — Полный кавалер Ордена Славы.

## 13 августа
- Василий (Преображенский, Вениамин Сергеевич) — епископ Русской православной церкви, епископ Кинешемский, викарий Костромской епархии.
- Иван Якубин (29) — Герой Советского Союза.

## 14 августа
- Яков Баляев (21) — Герой Советского Союза.
- Антон Буюклы — старший сержант Рабоче-крестьянской Красной Армии, участник советско-японской войны, Герой Советского Союза.
- Иван Калинин (24) — Герой Советского Союза.
- Михаил Крыгин (27) — Герой Советского Союза.
- Анатолий Наконечный (30) — Герой Советского Союза.

## 15 августа
- Анами, Корэтика (58) — генерал Императорской армии Японии. Министр армии в 1945 году; совершил самурайское самоубийство — сэппуку.
- Павел Васильев (38) — Герой Советского Союза.
- Алексей Чичибабин (74) — русский и советский химик-органик.

## 16 августа
- Виктор Расторгуев (34) — советский лётчик-испытатель. Погиб при испытании самолёта с жидкостным реактивным двигателем.
- Леонид Смирных (32) — Герой Советского Союза.

## 17 августа
- Александровский, Сергей Сергеевич  — российский революционер-большевик, советский дипломат, полномочный представитель СССР в Литве (1925—1927), олномочный представитель СССР в Финляндии (1927—1929), Дипломатический представитель/полномочный представитель СССР в Чехословакии (1933—1939); расстрелян по приговору Особого совещания при НКВД СССР, реабилитирован посмертно (1956).

## 18 августа
- Николай Вилков (26) — Герой Советского Союза.
- Пётр Ильичёв — Герой Советского Союза.
- Степан Савушкин (28) — Герой Советского Союза.
- Мария Цуканова (20) — Герой Советского Союза.

## 19 августа
- Дмитрий Гурко (72) — российский военачальник, генерал-майор.
- Генрих Люшков — видный деятель ЧК-ОГПУ-НКВД.
- Владимир Тейтель (42) — советский архитектор.

## 20 августа
- Амакасу, Масахико (54) — японский военный, фигурант дела Амакасу, руководитель кинокомпании «Маньчжурия» с 1939 года.

## 21 августа
- Борис Николайчук — командир расчета взвода противотанковых орудий 4/113 отдельной стрелковой бригады младший сержант.

## 22 августа
- Иван Дорофеев (30) — участник Великой Отечественной войны, Герой Советского Союза.
- Георгий Кара-Мурза (39) — советский историк-китаевед.

## 23 августа
- Лев Якубинский (53) — литературовед, языковед.

## 24 августа
- Пётр Богданов — старший сержант Рабоче-крестьянской Красной Армии, участник Великой Отечественной войны, Герой Советского Союза.
- Герман Ведерников (25) — Полный кавалер Ордена Славы.

## 25 августа
- Абутков, Алексей Владимирович (73) — русский и аргентинский композитор и музыкальный педагог.
- Аминтаев, Наби Аминович (38) — советский военнослужащий, подполковник, мастер парашютного спорта (1935), Был первым человеком, вышедшим в стратосферу; погиб при подготовке к прыжку из стратосферы
- Николай Говорунов — участник Великой Отечественной войны, Герой Советского Союза.

## 26 августа
- Паулс Калныньш (73) — латвийский политик и врач.

## 28 августа
- Алексинский, Иван Павлович (74) — русский хирург, профессор Императорского Московского университета. Доктор медицины (1899). С 1920 года — видный деятель русской эмиграции.
- Отто Вагнер (81) —  австрийский архитектор.

## 31 августа
- Банах, Стефан (53) — польский математик.